# Neotestudina
Neotestudina är ett släkte av svampar. Neotestudina ingår i familjen Testudinaceae, ordningen Pleosporales, klassen Dothideomycetes, divisionen sporsäcksvampar och riket svampar.
| Neotestudina | \| \| Neotestudina diplodioides \| \| \| \| \| \| Neotestudina cunninghamiae \| \| \| \| \| \| Neotestudina rosatii \| \| \| \| |
|              | \| \| Neotestudina diplodioides \| \| \| \| \| \| Neotestudina cunninghamiae \| \| \| \| \| \| Neotestudina rosatii \| \| \| \| |
|              | Verruculina |
|              | |
|              | Testudina |
|              | |
|              | Lepidosphaeria |
|              | |
|              | Ulospora |
|              | |
|              | Pseudophaeotrichum |
|              | |
|              | Neotestudina diplodioides |
|              | |
|              | Neotestudina cunninghamiae |
|              | |
|              | Neotestudina rosatii |
|              | |

|  | Neotestudina diplodioides  |
|  |                            |
|  | Neotestudina cunninghamiae |
|  |                            |
|  | Neotestudina rosatii       |
|  |                            |